# 吴大英
吴大英（1932年—2003年2月21日），曾用名吴德音，男，汉族，浙江海宁人，中国法理学家、政治学家，曾任中国社会科学院政治学研究所所长、研究员、博士生导师。